# Ariel Torres
Ariel Torres Gutierrez (* 6. November 1997 in Kuba) ist ein US-amerikanischer Karateka. Er tritt in der Kampfkunstform des Kata an.

## Karriere
Ariel Torres gewann seine erste internationale Medaille bei den Panamerikanischen Meisterschaften 2018 in Chile, als er den dritten Platz belegte. Bereits im Jahr darauf wurde er in Panama Panamerikanischer Meister und wiederholte diesen Erfolg sowohl 2021 in Uruguay als auch 2022 in Curaçao. 2019 gelang ihm bei den Panamerikanischen Spielen in Lima der Finaleinzug. Nach einer Niederlage gegen Antonio Díaz erhielt er die Silbermedaille.
Für die 2021 ausgetragenen Olympischen Spiele 2020 in Tokio qualifizierte sich Torres über ein Qualifikationsturnier. Die Gruppenphase beendete er mit 26,46 Punkten auf dem zweiten Platz hinter Damián Quintero und zog damit ins Duell um die Bronzemedaille gegen Antonio Díaz ein. Mit 26,72 Punkten übertraf er Díaz’ Wertung von	26,34 Punkten und sicherte sich den Medaillengewinn. Hinter Olympiasieger Ryō Kiyuna und dem zweitplatzierten Damián Quintero gewann neben Torres auch Ali Sofuoğlu eine Bronzemedaille.